# Badische Turnmeisterschaften 1937
Die Badischen Turnmeisterschaften 1937 fanden am 16. und 17. Januar 1937 in Offenburg statt.
Sie wurden anlässlich der 90-Jahr-Feier der Turngemeinde Offenburg von 1846 ausgetragen und fanden großen Publikumszuspruch.
Badischer Meister wurde Karl Stadel aus Konstanz.